# 大一中架構

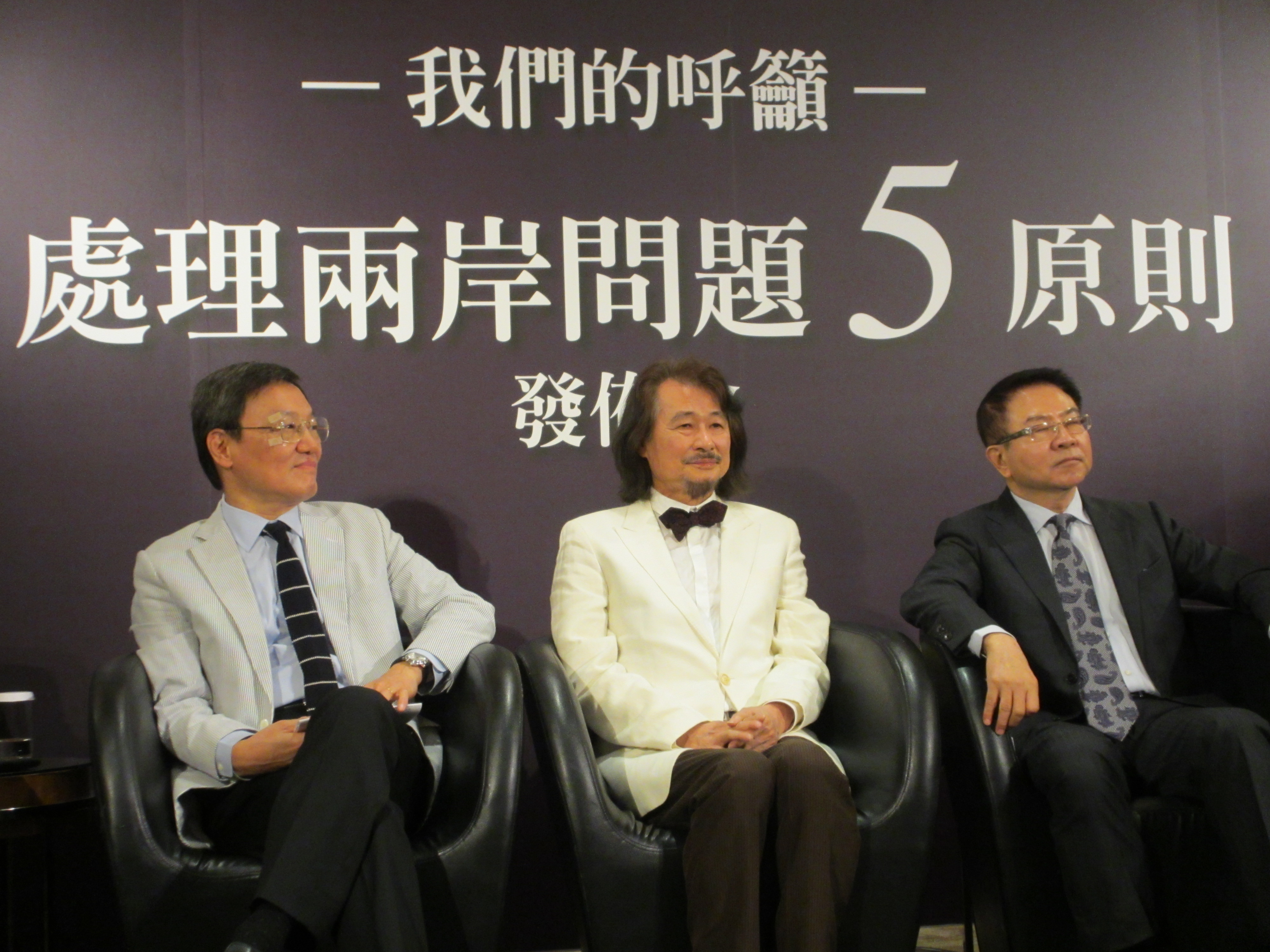
蘇起、施明德、洪奇昌出席「處理兩岸問題五原則」發佈會

大一中架構，或稱處理兩岸問題五原則、一中屋頂，是台灣政治術語，於2014年5月27日由前民進黨主席施明德、前中華民國國家安全會議秘書長蘇起、前海基會董事長洪奇昌、前海基會副董事長焦仁和、前陸委會主委陳明通、前中華民國外交部部長程建人、淡江大學中國大陸研究所所長張五岳等七人在其共同發表的《處理兩岸問題五原則》宣言中共同提出。施明德等人希望用這個架構來取代一中原則。其旨為：兩岸政府之上共組一個「不完整的國際法人」。

## 主張
在處理兩岸問題五原則中，提出：
1. 尊重現狀
2. 兩岸為兩個分治政府
3. 大一中架構取代一中原則
4. 兩岸共組一個不完整的國際法人，以共識決處理雙方關切的事務，作為兩岸現階段的過渡方案。
5. 兩岸在國際上享有參與聯合國等國際組織、與其他國家建立正常關係的權利。[4]

聲明提出者認為，這五個原則必須同時併行。
大一中架構反對兩國論、台灣獨立等政治主張，也不支持一中原則主張中華人民共和國為唯一中國代表，台灣為中國一部份。
施明德在記者會上表示，完整的國際法人就是國家，反之則是指享有部分主權的組織，如歐盟、聯合國、邦聯、國協等。他又稱：不必套用這些「舊名詞」，而「不完整的國際法人」究竟是什麼，可由雙方對話產生。

## 逸事
前行政院長郝柏村原計畫加入連署；但因郝柏村堅持加入「兩岸同屬中華民族」，與施明德意見不同，因此最後未加入。

## 評論與回應

### 中华人民共和国
國台辦發言人馬曉光表示，堅持九二共識、反對台獨，是兩岸關係和平發展的共同政治基礎。

### 中華民國

#### 中華民國總統府
總統府發言人殷瑋回應，總統堅持九二共識、一中各表。

#### 民主進步黨
5月29日，時任民進黨秘書長的吳釗燮受訪時表示：「予以尊重。」

#### 中國國民黨
國民黨發言人陳以信回應，不管立場同或不同，只要是有對話都是好事。

#### 親民黨
親民黨主席宋楚瑜稱，他早在1999年時就已經提出過「一中屋頂」的概念，親民黨也贊成在憲法一中原則、一中架構下，好好促進兩岸和平發展。

#### 台灣團結聯盟
臺聯認為這是對馬英九「終極統一」論的一種重新包裝，並對部分「本土人士」參與其中感到錯愕。

### 兩岸學者與民間人士
- 上海台灣研究所副所長倪永表示，「中華民國」與「中華人民共和國」要並存，在法理、政治和國際現實上不符合；「不完整的國際法人」也不夠明確。「台灣最近習慣只講權利，但也要講責任、義務。」[12]
- 上海國際問題研究院台港澳研究所執行所長嚴安林表示，「大一中」用「中華民國」和「中華人民共和國」，仍讓人感到有「兩國論」的味道，而一個國家是不可能有兩個聯合國代表的。[12]
- 美國學者譚慎格認為大一中架構將使台灣臣服於中國。卜睿哲認為這是台灣內部凝聚共識的過程。葛天豪認為，如果這個架構可以促成台灣內部以及兩岸的政治對話，就算是成功[13]。
- 台灣大學名譽教授、統派學者張麟徵反對大一中架構，認為這是台獨與獨台[14]。

### 其他政治人物
- 前行政院長謝長廷在臉書上發文表示，他一向主張「憲法各表」，即「兩岸兩憲」，以「互不隸屬但有特殊關係」的原則來處理兩岸問題，他稱「大一中」、「第三憲」和「大屋頂」等都是在兩憲上要增加一個政治架構，用意不錯但爭議也很大，關鍵還是台灣人民的滿意度如何，還有美國的接受和北京的忍受也重要。[15]

## 民間
台灣民間則大多未關注或評論此事。